# Bernai
Bernai is een bestuurslaag in het regentschap Sarolangun van de provincie Jambi, Indonesië. Bernai telt 3349 inwoners (volkstelling 2010).